# Al-Muwaylih
al-Muwaylih (in arabo المويلح‎?, al-Muwayliḥ) è un villaggio arabo palestinese, sito nell'attuale Distretto di Tel Aviv, che fu distrutto dalle forze armate sioniste nella guerra del 1948 che contrappose le forze arabe e quelle ebraiche e che portò alla nascita dello Stato d'Israele.